# Amt Datteln
Das Amt Datteln war bis 1964 ein Amt im Kreis Recklinghausen in Nordrhein-Westfalen.

## Geschichte
Im Rahmen der Einführung der Landgemeindeordnung für die Provinz Westfalen wurde 1844 im Kreis Recklinghausen das Amt Datteln, bestehend aus den drei Gemeinden Ahsen, Datteln und Flaesheim, gegründet. Das Amt wurde zunächst mit dem benachbarten Amt Waltrop in Personalunion von einem gemeinsamen Amtmann verwaltet, bevor die beiden Ämter 1857 endgültig getrennt wurden. Nach der Auflösung des benachbarten Amtes Recklinghausen wurde 1926 auch die Gemeinde Oer-Erkenschwick in das Amt Datteln eingegliedert. Datteln erhielt 1936 und Oer-Erkenschwick 1953 das Stadtrecht. 
Mit Wirkung zum 1. Januar 1965 wurde das Amt Datteln aufgelöst. Die Städte Datteln und Oer-Erkenschwick sowie die Gemeinden Ahsen und Flaesheim wurden dadurch amtsfrei. Durch das Ruhrgebiet-Gesetz wurden zum 1. Januar 1975 Ahsen in die Stadt Datteln und Flaesheim in die Stadt Haltern eingemeindet.

## Einwohnerentwicklung
| Jahr | Einwohner | Quelle |
| ---- | --------- | ------ |
| 1858 | 04.679    | [ 4 ]  |
| 1871 | 04.350    | [ 5 ]  |
| 1885 | 04.414    | [ 6 ]  |
| 1910 | 13.880    | [ 7 ]  |
|      |           |        |
| 1939 | 37.271    | [ 8 ]  |
| 1950 | 46.261    | [ 9 ]  |
| 1961 | 55.581    | [ 10 ] |

## Wappen
| Wappen von Amt Datteln | Blasonierung: „In Schwarz schräglinks geteilt durch zwei silberne (weiße) Wellenfäden, oben ein silberner (weißer) Ring und unten ein silbernes (weißes) linksschräges Eichenblatt.“ |
| Wappen von Amt Datteln | Wappenbegründung: Das 1957 vom nordrhein-westfälischen Innenminister genehmigte Wappen zeigt in den Farben Kurkölns, als Erinnerung der früheren Zugehörigkeit zum Vest Recklinghausen, welches bis zur Bulle Pius VII. „De salute animarum“ zum Erzbistum Köln gehörte, danach wurde es ins Hochstift Münster inkorporiert. Der Ring steht für Datteln und stammt von der einflussreichen Familie Vrydach von Datteln. Die beiden Wellenfäden symbolisieren die Lage des Amtes an Lippe, Wesel-Datteln-Kanal und Dortmund-Ems-Kanal. Das Eichenblatt steht für Oer-Erkenschwick und ist gleichzeitig als Sinnbild für die Land- und Forstwirtschaft gedacht. |